# Fjällkardarspindel
Fjällkardarspindel (Hackmania prominula) är en spindelart som först beskrevs av Albert Tullgren 1948.  Fjällkardarspindel ingår i släktet Hackmania och familjen kardarspindlar. Arten är reproducerande i Sverige. Inga underarter finns listade i Catalogue of Life.